# Hypoponera orba
Hypoponera orba is een mierensoort uit de onderfamilie van de Ponerinae. De wetenschappelijke naam van de soort is voor het eerst geldig gepubliceerd in 1915 door Emery.